# Turner (Oregon)
Turner è una città degli Stati Uniti d'America, nella Marion nello Stato dell'Oregon. Conta 1.199 abitanti.